# Basananthe hispidula
Basananthe hispidula är en passionsblomsväxtart som beskrevs av De Wilde. Basananthe hispidula ingår i släktet Basananthe och familjen passionsblomsväxter. Inga underarter finns listade i Catalogue of Life.